# Lagun Aro
Lagun Aro est une mutuelle espagnole intégrée dans le groupe coopératif Mondragón Corporación Cooperativa (MCC) qui fournit aux travailleurs-associés (socios) du groupe MCC une couverture maladie sur la base de cotisations et une assurance retraite sur la base d'épargne individuelle. Son capital était en 2005 de 3 milliards d'euros .

## L'histoire
Le contexte historique remonte à 1959 avec la création de l'institution de prévoyance sociale volontaire (EPSV) Lagun Aro, qui répondait au besoin de protection sociale des membres des coopératives exclus du régime général de sécurité sociale. En 1982, Seguros Lagun Aro a été créée en tant que société anonyme et en 1988, Seguros Lagun Aro Vida.
En 1982, Seguros Lagun Aro a été créée en tant que société anonyme et en 1988, Seguros Lagun Aro Vida. En 2011, Laboral Kutxa a acquis toutes les actions de Lagun Aro EPSV dans les sociétés Seguros Lagun Aro S.A. et Seguros Lagun Aro Vida S.A. La transaction a impliqué un déboursement de 65 millions d'euros, et Laboral Kutxa en a pris le contrôle à 100 %. Laboral Kutxa fait partie de la Corporation Mondragón[2] Laboral Kutxa est membre de la Corporation Mondragón.